# Paradrina douzina
Paradrina douzina là một loài bướm đêm trong họ Noctuidae.